# Jeanne Waltz
Jeanne Hélène Emmanuelle Waltz (* 12. August 1962 in Basel) ist eine schweizerische Filmschaffende. Sie lebt in Portugal und arbeitet als Bühnenbildnerin und Drehbuchautorin überwiegend für portugiesische Filmproduktionen, ist aber auch selbst Filmregisseurin.

## Werdegang
Jeanne Waltz wurde 1962 in Basel geboren. Sie begann 1981 ein Japanologiestudium an der Freien Universität Berlin (Abschluss 1986) und betrieb danach, bis 1988, ein kleines Kino, einen kleinen Konzertclub und einen Filmklub in Berlin.
Als sie für die Berlinale 1988 arbeitete, lernte sie dort den portugiesischen Regisseur und Toningenieur Joaquim Pinto kennen. Er erzählte ihr von seinem Wunsch, in Lissabon ein eigenes kleines Kino zu eröffnen. Zu dem Zweck kam sie 1989 nach Lissabon, wo sie nach dem Scheitern des Vorhabens blieb und anfing, für portugiesische Filmproduktionen zu arbeiten. Erstmals war sie 1989 als Fahrerin für den von Pinto produzierten Film „Erinnerungen an das gelbe Haus“ von Regisseur João César Monteiro tätig. Da es nicht an Fahrern, aber an helfenden Händen in Ausstattung und Bühnenbild fehlte, half sie auch dort mit. In dem Bereich war sie danach in weiteren Produktionen tätig, u. a. für Manoel de Oliveiras „Non oder Der vergängliche Ruhm der Herrschaft“ (1990), Wim Wenders portugiesischem Produktionsteam für „Bis ans Ende der Welt“ (1991) und für Manuel Mozos „Xavier“ (1992), aber auch in Deutschland für Tom Tykwers „Die tödliche Maria“ (1993).
Nachdem sie sich stärker dem Schreiben zugewandt hatte, schrieb sie erstmals für Joaquim Pintos „Das Tripas Coração“ (1992) das Drehbuch, dem seither weitere Bücher für andere portugiesische Regisseure folgten.
Auch für ihre ersten eigenen Regiearbeiten ab 1995 schrieb sie die Drehbücher. Besonders ihre Kurzfilme „O Que Te Quero“ (1998) und „As Terças da Bailarina Gorda“ (2000) fanden die Zustimmung der Kritik. Ihr erster Langfilm, „Daqui p'ra alegria“ (2004), fand etwas gemischteren Anklang, was ihr mit ihrer französisch-schweizerischen Produktion „Die Unsanfte“ 2007 dann umso besser gelang (u. a. Schweizer Filmpreis 2008 für das beste Drehbuch).
2020 erlangte sie einen Master in Animationskunst an der Lissabonner Universidade Lusófona, mit ihrer Abschlussarbeit, dem Kurzfilm „Nós os Lentos“. Sie lehrt zudem Film an der Kunsthochschule École Cantonale d’Art de Lausanne (ECAL) in Lausanne.

## Auszeichnungen
- O Que Te Quero (1998)
  - Caminhos do Cinema Português, Coimbra 1998 (Preis für Besten Kurzfilm)
  - Berlinale 1998 (Nominiert für einen Goldenen Bären als Bester Kurzfilm)

- As Terças da Bailarina Gorda (2000)
  - Torino Film Festival (Nominiert für den Preis der Stadt Turin als Bester Kurzfilm)

- Daqui p'ra alegria (2004)
  - Caminhos do Cinema Português, Coimbra 2004 (Preis für beste Neuentdeckung)
  - Festival del Cinema Europeo, Lecce (Nominiert für eine Goldene Olive)

- Die Unsanfte (2007):
  - Schweizer Filmpreis 2008 (Bestes Drehbuch, zudem Nominierungen für Bester Film und Bester Nachwuchsschauspieler)
  - IndieLisboa, Lissabon 2007 (Preis der Verleiher)
  - Tallinn Black Nights Film Festival (Nominiert für den Grand Prix)[7]

## Filmografie

### Regie
- 1995: The Incubator (Kurzfilm, auch Drehbuch)
- 1996: A Incubadora (Kurzfilm, auch Drehbuch)
- 1997: Morte Macaca (Kurzfilm, auch Drehbuch)
- 1998: O Que Te Quero (Kurzfilm, auch Drehbuch, Kamera und Schnitt)
- 1999: La reine du coq-à-l'âne (Kurzfilm, auch Kamera)
- 2000: As Terças da Bailarina Gorda (Kurzfilm, auch Drehbuch und Schnitt)
- 2004: Daqui p'ra alegria (auch Drehbuch und Schnitt)
- 2007: Die Unsanfte (auch Drehbuch)
- 2007: Agora Tu (Kurzfilm, auch Drehbuch)
- 2010: Todos Iguais a Dormir (Kurzfilm, auch Drehbuch)
- 2017: Lucília (Kurzfilm, auch Drehbuch)
- 2020: Nós os Lentos (Kurzfilm, auch Drehbuch)
- 2021: Contágio (Doku., Kurzfilm)

### Drehbuch
- 1992: Das Tripas Coração; Regie: Joaquim Pinto
- 1995: The Incubator (Kurzfilm, auch Regie)
- 1997: Morte Macaca (Kurzfilm, auch Regie)
- 1998: O Que Te Quero (Kurzfilm, auch Regie, Kamera und Schnitt)
- 1999: ...Quando Troveja; Regie: Manuel Mozos
- 2000: As Terças da Bailarina Gorda (Kurzfilm, auch Regie und Schnitt)
- 2000: Die Wurzeln des Herzens (A Raiz do Coração); Regie: Paulo Rocha
- 2000: Peixe-Lua; Regie: José Álvaro Morais
- 2002: Aparelho Voador a Baixa Altitude; Regie: Solveig Nordlund
- 2003: Quaresma; Regie: José Álvaro Morais
- 2004: Daqui p'ra alegria (auch Regie und Schnitt)
- 2007: Die Unsanfte (auch Regie)
- 2007: Agora Tu (Kurzfilm, auch Regie)
- 2009: Águas Mil; Regie: Ivo Ferreira
- 2010: Todos Iguais a Dormir (Kurzfilm, auch Regie)
- 2017: Lucília (Kurzfilm, auch Regie)
- 2020: Nós os Lentos (Kurzfilm, auch Regie)